# Sân vận động Markaziy (Qarshi)
Sân vận động Markaziy (tiếng Uzbek: Markaziy Stadioni) là một sân vận động đa năng ở Qarshi, Uzbekistan. Sân hiện được sử dụng chủ yếu cho các trận đấu bóng đá. Đây là sân nhà của Nasaf Qarshi.

## Tổng quan
Trận đấu đầu tiên được tổ chức tại đây là trận đấu giữa Nasaf và Uz-Dong-Ju Andijon vào ngày 8 tháng 8 năm 2008. Sân vận động có sức chứa 21.000 khán giả. Sân có 180 ghế VIP, 220 ghế cho báo chí tác nghiệp và 6 ghế cho bình luận viên.

## Sự kiện
Vào ngày 29 tháng 10 năm 2011, Sân vận động Markaziy đã tổ chức trận chung kết của Cúp AFC 2011 giữa Nasaf và Kuwait SC.